# Автошлях Т 1816
Автошля́х Т 1816 — автомобільний шлях територіального значення у Рівненській області. Пролягає територією Радивилівського району і є східним виїздом із Радивилова до перетину з E40. Загальна довжина — 4,5 км.
Починається у Радивилові (вул. О.Невського, Кременецька). Покриття — асфальт. До 2002 року (введення в експлуатацію об'їзної магістралі Радивилова) використовувалась у режимі автотраси М06. На шляху розміщена автостанція Радивилова.

## Маршрут
Автошлях проходить через такі населені пункти:
| Автошлях Т 1816      |     |
| Рівненська область   |     |
| Радивилівський район |     |
| Радивилів            | Р26 |
| перетин із E40М06    |     |